# Подкова (село)
Подкова (болг. Подкова) — село в Болгарии. Находится в Кырджалийской области, входит в общину Кирково. Население составляет 389 человек.

## Политическая ситуация
В местном кметстве Подкова, в состав которого входит Подкова, должность кмета (старосты) исполняет Авни Ахмед Исмаил (Движение за права и свободы (ДПС)) по результатам выборов правления кметства.
Кмет (мэр) общины Кирково — Шукран Кязим Идриз (Движение за права и свободы (ДПС)) по результатам выборов в правление общины.